# Tratado de Greenville
El Tratado de Greenville, firmado en 1795, fue un acuerdo entre los Estados Unidos y varias tribus indígenas del Territorio del Noroeste, que hoy en día corresponde al Medio Oeste de los Estados Unidos. Este tratado, conocido formalmente como  "Tratado de paz entre los Estados Unidos y las tribus de los Wyandots, Delawares, Shawanees, Ottawas, Chippewas, Pattawatimas, Miamis, Eel Rivers, Weas, Kickapoos, Piankeshaws y Kaskaskias", estableció nuevos límites entre las tierras indígenas y el territorio destinado a la colonización por parte de los colonos europeos estadounidenses.
El Tratado de Greenville se firmó el 3 de agosto de 1795 en Fort Greenville, que hoy es Greenville, Ohio. Este acuerdo tuvo lugar después de que los nativos americanos fueran derrotados en la batalla de los Árboles Caídos, un año antes. El tratado puso fin a la Guerra de los Indios del Noroeste en el Territorio de Ohio, restringiendo el territorio indígena al noroeste de Ohio y estableciendo la práctica de pagos anuales tras las cesiones de tierras. Los firmantes del tratado fueron una coalición de tribus nativas conocida como la Confederación Occidental y el gobierno de los Estados Unidos, representado por el general Anthony Wayne y colonos locales.
El tratado llegó a simbolizar el fin de la frontera en esa parte del Territorio del Noroeste que más tarde se convertiría en el estado de Ohio.

## Participantes

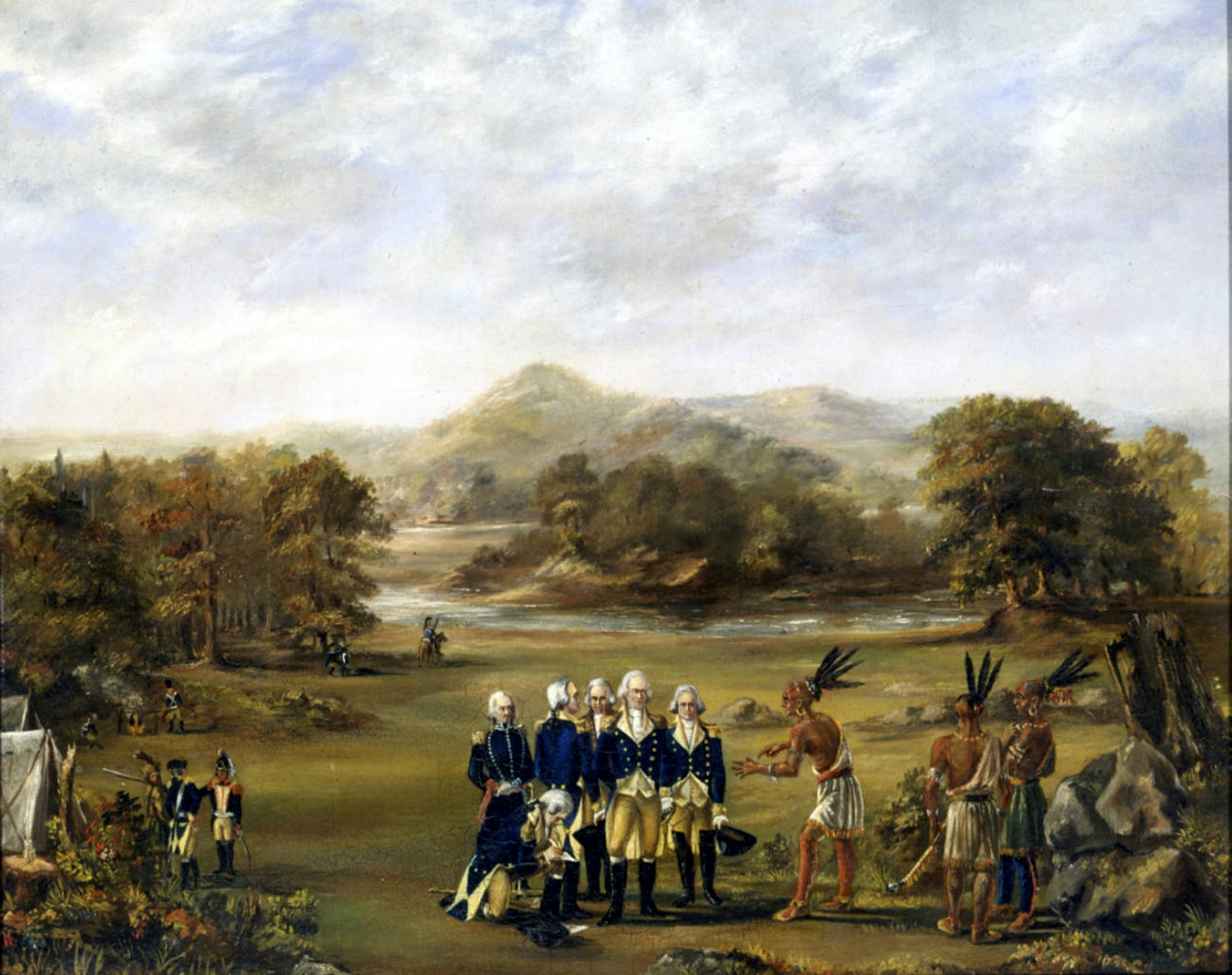
Uno de los oficiales de Anthony Wayne puede haber pintado las negociaciones del tratado, c. 1795.

El general "Mad Anthony" Wayne, quien lideró al ejército de EE. UU. en la victoria en Fallen Timbers, encabezó la delegación del gobierno estadounidense. Otros miembros destacados de la delegación incluyeron a William Wells, William Henry Harrison, William Clark, Caleb Swan y Meriwether Lewis.
Los líderes nativos americanos que firmaron el tratado representaban a varias tribus y bandas importantes: los Wyandot, con los jefes Tarhe, Roundhead y Leatherlips; los Delaware, con varias bandas; los Shawnee, liderados por Blue Jacket y Black Hoof; los Ottawa, con Egushawa entre sus bandas; los Chippewa; los Potawatomi, que contaban con 23 signatarios como Gomo, Siggenauk, Black Partridge, Topinabee y Five Medals; y los Miami, representados por Jean Baptiste Richardville, White Loon y Little Turtle. También estuvieron presentes los Wea, Kickapoo y Kaskaskia.
Después de su derrota en la Batalla de Fallen Timbers y las tácticas de tierra arrasada que siguieron, Wayne había ganado el apoyo de varios líderes clave dentro de la Confederación Occidental. Wayne proporcionó alimentos y materiales para los cultivos, y prometió continuar con el suministro de estos recursos. Blue Jacket, el líder shawnee que había comandado a las fuerzas nativas en Fallen Timbers, animó a otros a aceptar los términos de paz propuestos por Wayne. Tarhe, un jefe wyandot, comentó que la victoria en Fallen Timbers demostraba que el Gran Espíritu favorecía a los Estados Unidos. La oposición a los Estados Unidos estaba encabezada por Little Turtle, quien irónicamente había recomendado no enfrentarse a Wayne en Fallen Timbers. Durante una semana, Wayne instó a las tribus nativas a aceptar la paz basándose en los términos previos de los Tratados de Fort McIntosh, Fort Finney y Fort Harmar. Sin embargo, Little Turtle respondió que la Tribu Miami no era parte de esos tratados y no los reconocería, argumentando que eran inválidos porque se habían hecho con personas que no tenían derecho a las tierras que se habían vendido.
Wayne reveló que el Senado de los Estados Unidos había ratificado recientemente el Tratado Jay, lo que aseguraba que Gran Bretaña ya no ayudaría a los nativos americanos. Tarhe confirmó que los tratados anteriores habían sido firmados por jefes que estaban en Greenville y advirtió a otros líderes tribales que Wayne tenía el poder militar para tomar todas sus tierras si no llegaban a un acuerdo. Little Turtle y la Tribu Miami seguían siendo los únicos disidentes en la confederación. En una reunión privada entre Wayne y Little Turtle el 12 de agosto, Wayne argumentó que Little Turtle estaba actuando en contra de la voluntad de la mayoría de las tribus. Little Turtle firmó el tratado a regañadientes, diciendo que era el último en firmar y, por lo tanto, sería el último en romper el tratado, aunque no estaba de acuerdo con sus términos.
Al día siguiente de la firma del Tratado de Greenville, la esposa de Little Turtle murió en el campamento. Los soldados estadounidenses la llevaron a la tumba y le hicieron un saludo con tres cañonazos. 
El tratado fue firmado por el presidente George Washington y ratificado por el Senado de los Estados Unidos el 22 de diciembre de 1795. 

## Términos
El tratado constaba de diez artículos.

### Terreno de arrendamiento de por vida
El tratado estableció lo que se conoció como la Línea del Tratado de Greenville, que delimitaba el territorio de los nativos americanos de las tierras abiertas a los colonos europeo-americanos. A pesar de esta delimitación, los colonos siguieron invadiendo las tierras. A cambio de bienes por valor de 20.000 dólares, como mantas, utensilios y animales domésticos, las tribus nativas americanas cedieron a los Estados Unidos grandes áreas del actual estado de Ohio.
El tratado también instituyó un sistema de "anualidades", donde los nativos americanos al este de la línea del tratado recibirían pagos anuales de dinero federal y suministros como tela percal a cambio de sus cesiones de tierras. Este sistema estableció una influencia continua del gobierno en los asuntos tribales y otorgó a los estadounidenses un control significativo sobre la vida de los nativos americanos.

### Línea del tratado

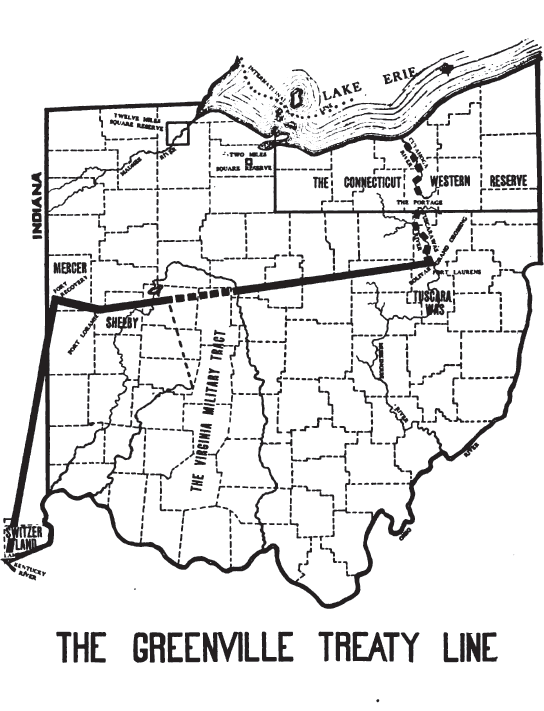
La línea del Tratado de Greenville en Ohio e Indiana

El tratado redefinió con ligeras modificaciones los límites en Ohio establecidos previamente por el Tratado de Fort McIntosh en 1785 y reafirmados en el Tratado de Fort Harmar en 1789. En particular, el límite occidental, que antes corría hacia el noroeste hasta el río Maumee, ahora corría hacia el sur hasta el río Ohio .   
Antes de 1795, Ohio ya había desarrollado varios asentamientos y definido extensiones de tierra, incluyendo la Reserva Occidental, el área de Seven Ranges, el Distrito Militar de Virginia, la Compra de Symmes y dos compras de la Compañía de Ohio, todas situadas en el este y el sur de Ohio. También se habían construido una línea de fuertes occidentales por Wayne, que iba desde Fort Recovery a lo largo del valle del Gran Río Miami. La línea fronteriza establecida por el tratado debía abarcar todos esos territorios y cubrir aproximadamente dos tercios del estado de Ohio.
La línea del tratado comenzaba en la desembocadura del río Cuyahoga en Cleveland y se extendía hacia el sur a lo largo del río hasta el paso entre los ríos Cuyahoga y Tuscarawas en Akron. Luego atravesaba el área de Portage Lakes y seguía por Tuscarawas hasta Fort Laurens, cerca de Bolivar. Después, la línea se dirigía en dirección oeste-suroeste hasta cerca de Fort Loramie, en un ramal del Gran Río Miami, y continuaba en dirección oeste-noroeste hasta Fort Recovery en el río Wabash, cerca de la frontera con Indiana. Desde allí, la línea se dirigía en dirección sur-suroeste hasta el río Ohio, frente a la desembocadura del río Kentucky en Carrollton, Kentucky. Rufus Putnam, agrimensor general de los EE. UU., fue el encargado de inspeccionar y marcar la línea del tratado.

### Otras parcelas de terreno
También había otros fuertes a lo largo de los Grandes Lagos, como Fort Miamis y otros en Indiana, Michigan y Ohio, que los británicos se habían comprometido a ceder a los Estados Unidos en el Tratado de París de 1783, pero que aún no habían evacuado. En Indiana, era necesario proteger el Vincennes Tract, la concesión de Clark y el asentamiento de Ouiatenon.
El tratado también permitió el establecimiento de puestos militares de EE. UU. y asignó áreas estratégicas dentro del territorio indígena al norte y al oeste de las tierras cedidas. La más importante de estas áreas era el futuro sitio de Fort Dearborn (actualmente el centro de Chicago) en el lago Michigan. Otras áreas estadounidenses dentro del territorio indígena incluían Fort Detroit, Ouiatenon, Fort Wayne, Fort Miami y Fort Sandusky. Además, el tratado eximió de la cesión los asentamientos ya establecidos en St. Vincennes, la concesión del general Clark, varios asentamientos franceses y Fort Massac.

### Disposiciones diversas
Estados Unidos renunció a todas las reclamaciones sobre las tierras de los pueblos indígenas que no estuvieran dentro de la línea del tratado en Ohio o sobre las parcelas exentas. Los grupos indígenas debían reconocer a Estados Unidos como la única potencia soberana en el territorio, pero los pueblos locales podían usar sus propias tierras siempre que se comportaran de manera amistosa con los colonos estadounidenses. Además, el tratado incluía un intercambio de prisioneros y especificaba quién sería responsable de hacer cumplir la frontera y castigar las violaciones.

## Crítica
Después de la firma del tratado, los llamados "jefes de la paz", como Little Turtle, que promovieron la cooperación con Estados Unidos, fueron duramente criticados por el jefe shawnee Tecumseh. Tecumseh acusó a estos jefes de haber entregado tierras que no les pertenecían. Tecumseh luchó contra los estadounidenses durante la Guerra de 1812 y murió en batalla en 1813.

## Secuelas
La paz conseguida con el tratado fue solo temporal. Anthony Wayne, quien había prometido proteger el acuerdo, murió al año siguiente. James Wilkinson, un espía español, asumió el mando del ejército de Wayne. Las invasiones continuas de colonos en el territorio indígena al norte y al oeste de la línea del tratado (y en las futuras líneas establecidas por el Tratado de Vincennes, el Tratado de Grouseland y el Tratado de Fort Wayne de 1809), especialmente en Indiana, llevaron a Tecumseh, que no había firmado el Tratado de Greenville, a reorganizar la Confederación en Prophetstown durante la década siguiente. Los conflictos entre las tribus culminaron en la Batalla de Tippecanoe en 1811, una derrota significativa para las naciones indígenas que puede haber contribuido a que se alinearan con los británicos en la Guerra de 1812.
El Tratado de Greenville marcó el cierre de la frontera en el Territorio del Noroeste. A partir de ese momento, se inició una serie de adquisiciones de tierras de los pueblos indígenas a través de tratados y desalojos legales en todo el territorio y sus sucesores, aunque este proceso se interrumpió brevemente durante la Guerra de 1812. Los indígenas fueron reubicados al oeste del río Misisipi, en reservas en lo que más tarde se convertiría en el estado de Oklahoma, en un proceso que culminó con la disolución de la Gran Reserva de Miami en Indiana a través de tratados en la década de 1830. Para 1840, el Viejo Noroeste estaba prácticamente libre de pueblos indígenas, y todos los conflictos futuros se trasladaron al oeste del Mississippi.
La línea del tratado se convirtió en el límite suroeste del Territorio del Noroeste cuando se dividió en 1800. Al convertirse Ohio en estado en 1803, el límite occidental de Ohio se extendía hacia el norte desde un punto en el río Ohio, un poco al este de la línea del tratado sur-suroeste. Esto dejó una franja de tierra llamada "The Gore" en lo que hoy es el sureste de Indiana, que permaneció como parte del Territorio del Noroeste. "The Gore" fue cedido al Territorio de Indiana en ese momento y se convirtió en el condado de Dearborn en marzo de 1803.
Meriwether Lewis y William Henry Harrison estuvieron presentes en la firma del tratado. Lewis lideraría la Expedición Lewis y Clark con William Clark en 1804, mientras que Harrison se convertiría en el noveno presidente de los Estados Unidos en 1841.
Fort Greenville fue abandonado en 1796, y pasaron otros 12 años antes de que se fundara el asentamiento de Greenville, Ohio, en ese mismo lugar.
Fue el último tratado firmado por el general Wayne, quien falleció poco más de un año después, en diciembre de 1796.

## Representaciones
Una pintura que conmemora el tratado está colgada en el Capitolio del Estado de Ohio. La obra, realizada por el artista de Ohio Howard Chandler Christy, mide 7 metros de ancho y es la pintura más grande del Capitolio del Estado de Ohio.

## Galería

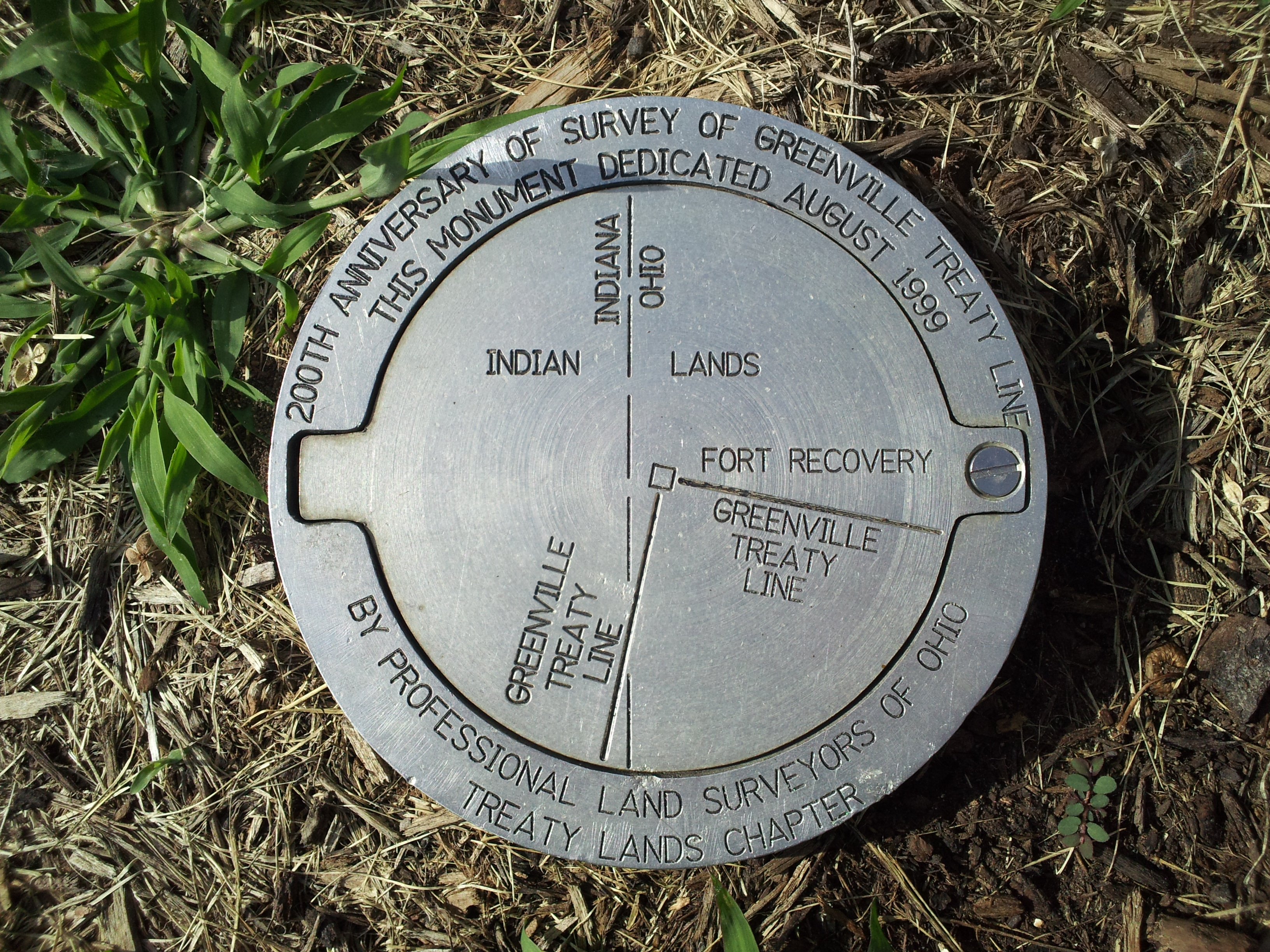
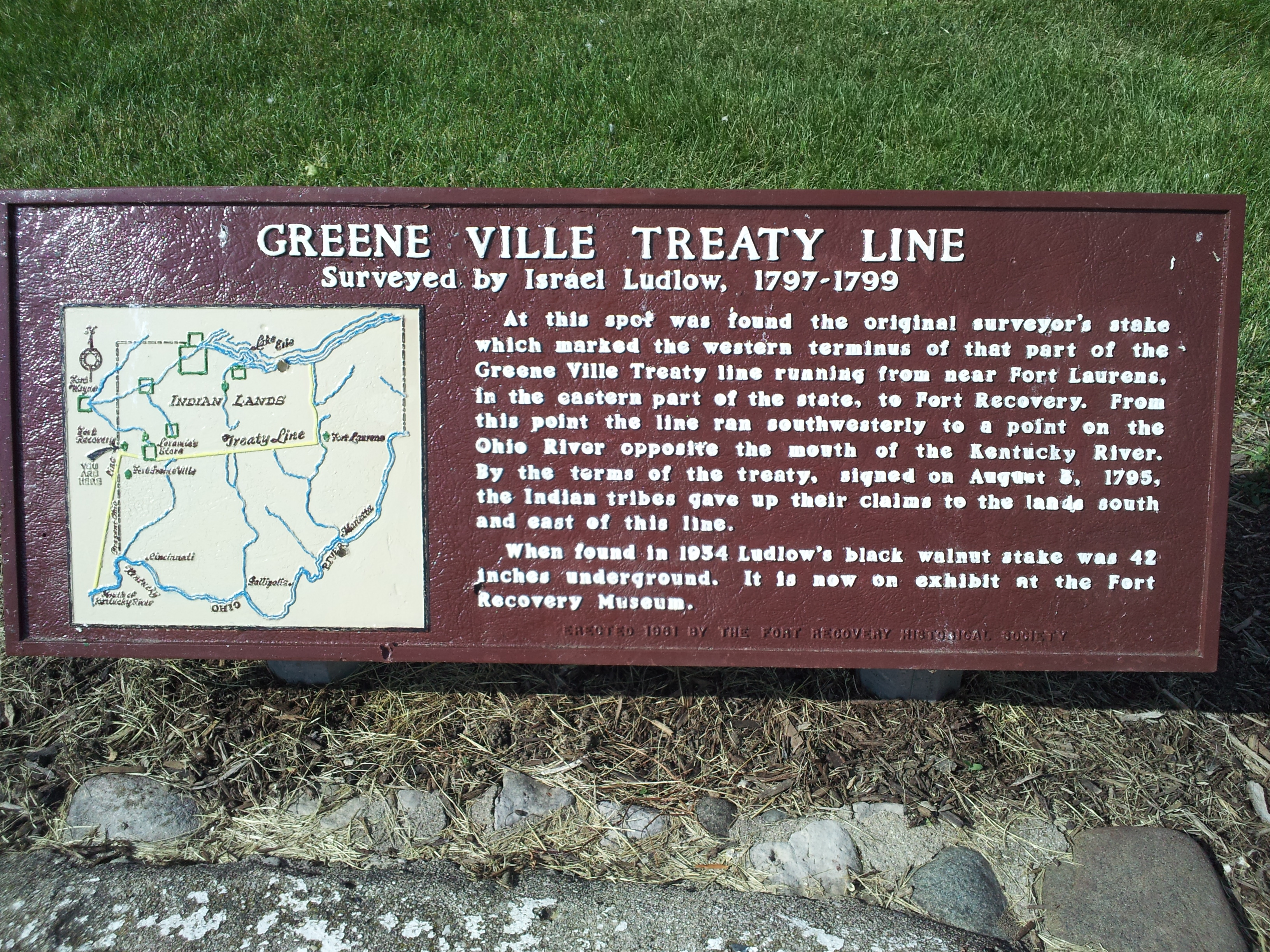
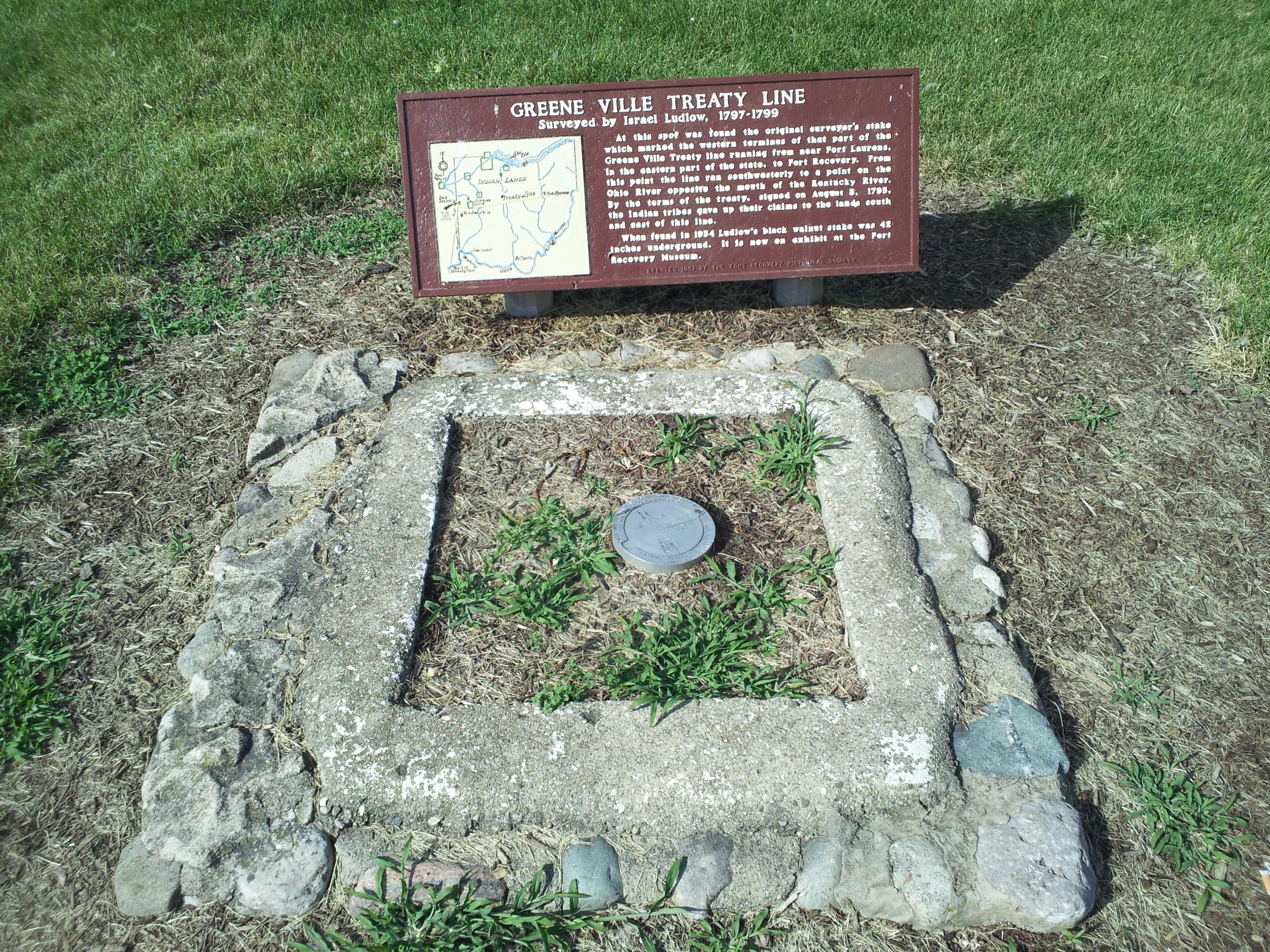
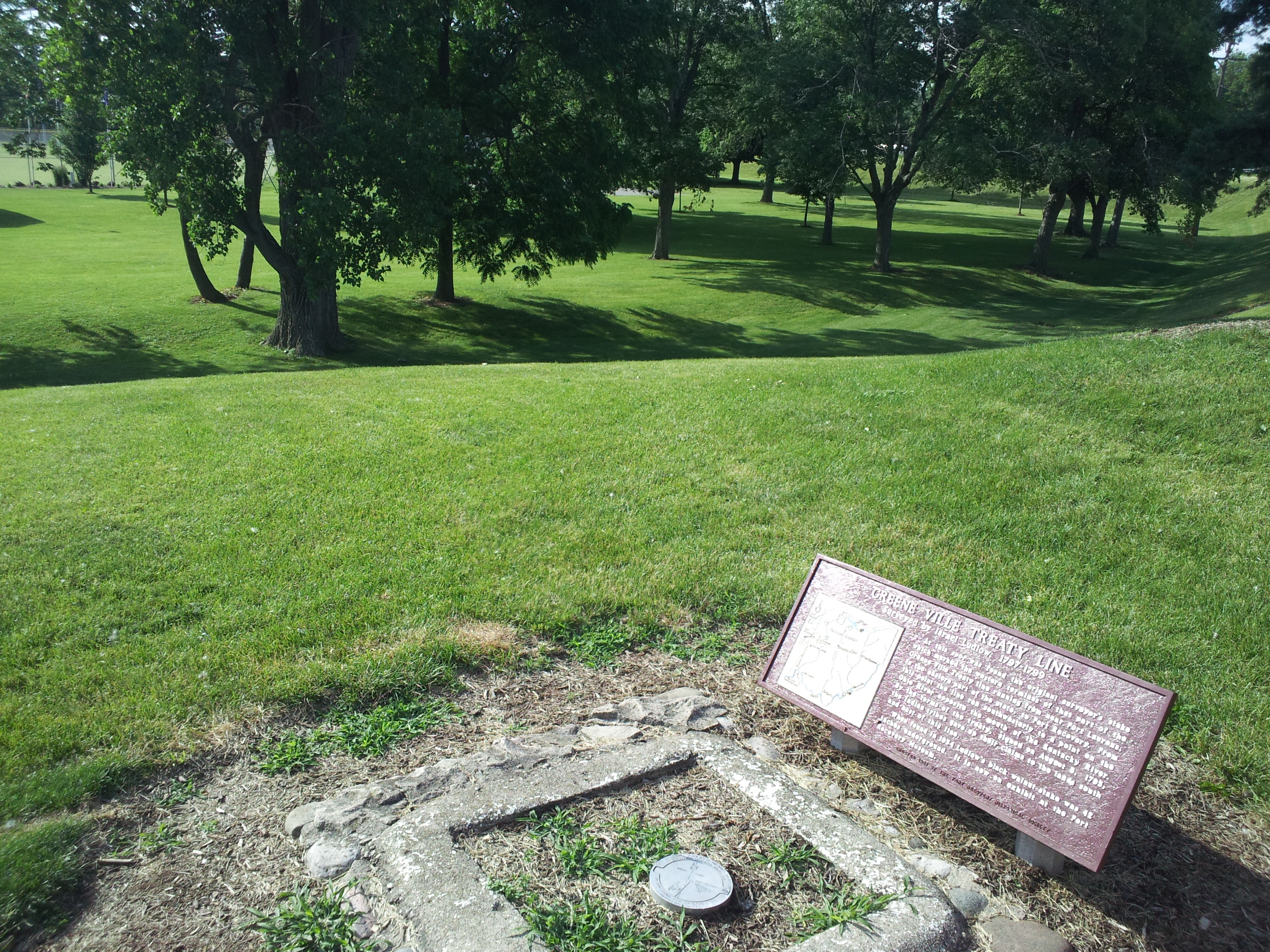
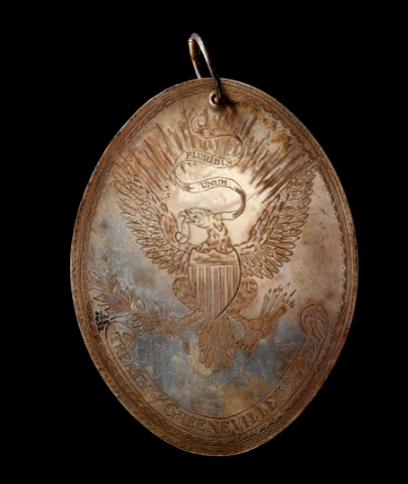
Medalla del Tratado de Greenville